# Gare de Herceghalom
La gare de Herceghalom (en hongrois : Herceghalom vasútállomás) est une halte ferroviaire hongroise, située à Herceghalom.